# ژیل پرو
ژیل پرو (به فرانسوی: Gilles Perrault) (۹ مارس ۱۹۳۱ – ۳ اوت ۲۰۲۳) رمان‌نویس و روزنامه‌نگار اهل فرانسه بود.
از فیلم‌هایی که وی در شکل‌گیری آنها نقش داشته است، می‌توان به ارکستر سرخ اشاره کرد.

## آثار
- ناله‌های بلند (وعده‌گاه شیر بلفور)